# Bitwa pod Sasowym Rogiem (1633)
Bitwa pod Sasowym Rogiem – bitwa rozegrana 4 lipca 1633 roku, w okolicach Sasowego Rogu nad Prutem między armią Rzeczypospolitej Obojga Narodów a czambułem tatarskim. Miała miejsce w ramach wojny polsko-tureckiej w latach 1633–1634.
W czerwcu 1633 r. granice Polski przekroczył czambuł około tysiąca ordyńców budziackich pod dowództwem chana ord nogajskich Kantymira Murzy, którzy dokonali grabieżczego najazdu, licząc na wybuch wojny polsko-tureckiej, lub, co bardziej prawdopodobnie, działając z polecenia Abazy-paszy jako jego zwiad. Tatarzy przekroczyli Dniestr w okolicy wsi Hryńczuk pod Żwańcem i ruszyli na odległy o 6 mil Kamieniec, którego okolice spustoszyli i złupili.
Na wieść o tatarskim czambule, stacjonujący wówczas w Barze, hetman wielki koronny Stanisław Koniecpolski zorganizował ok. 2,5 tysiąca polskiej jazdy i ruszył w pogoń za wycofującymi się z jeńcami oraz łupami Tatarami. Uciekający czambuł, po przekroczeniu granicy Hospodarstwa Mołdawskiego, poczuł się pewnie i zwolnił tempo wycofywania się, lecz hetman nie zaprzestał pogoni. Do starcia doszło 4 lipca pod Sasowym Rogiem nad Prutem. Jazda Stanisława Koniecpolskiego odniosła łatwe zwycięstwo nad mniej licznym czambułem tatarskim. Armia hetmana uwolniła cały jasyr i zgarnęła wszystkie łupy zebrane pod Kamieńcem oraz pojmała wielu znacznych Tatarów (m.in. zięcia Kantymira Murzy).